# McLaren 675LT
El McLaren 675LT es un automóvil superdeportivo fabricado por McLaren como variante del 650S, el cual, el 675LT se fabricó en versión coupe y descapotable. La sigla "LT" significa Long Tail es una evolución ligera, enfocada en la pista del McLaren 650S. Fue anunciado en febrero de 2015 e introducido en el Salón de Ginebra de 2015. Es actualmente el coche más rápido en la pista de la prueba de Top Gear con un tiempo de 1.13.7 batiendo el Pagani Huayra apenas .1 de un segundo, según McLaren el modelo para calle más enfocado al circuito de sus McLaren Super Series. Goza de una relación peso-potencia de 549 CV por tonelada, debido al uso intensivo de fibra de carbono, y cuenta con aerodinámica mejorada.El 675LT tiene una apariencia más agresiva, con un paragolpes frontal rediseñado con splitter frontal de carbono, tomas de aire más grandes delante de los pasos de rueda traseros, taloneras también de fibra, salidas de escape circulares de titanio o alerón y difusor de carbono, entre otras cosas, el 675LT se ofrece en cinco acabados "By McLaren". 
En el interior incorpora dos asientos ultraligeros de tipo baquet fabricados en fibra de carbono y tapicería de Alcántara con logotipos 675LT en los reposacabezas y detalles de color rojo. El aire acondicionado se elimina de la dotación de fábrica, aunque se puede equipar sin sobrecoste si el cliente lo desea.

### Nomenclatura

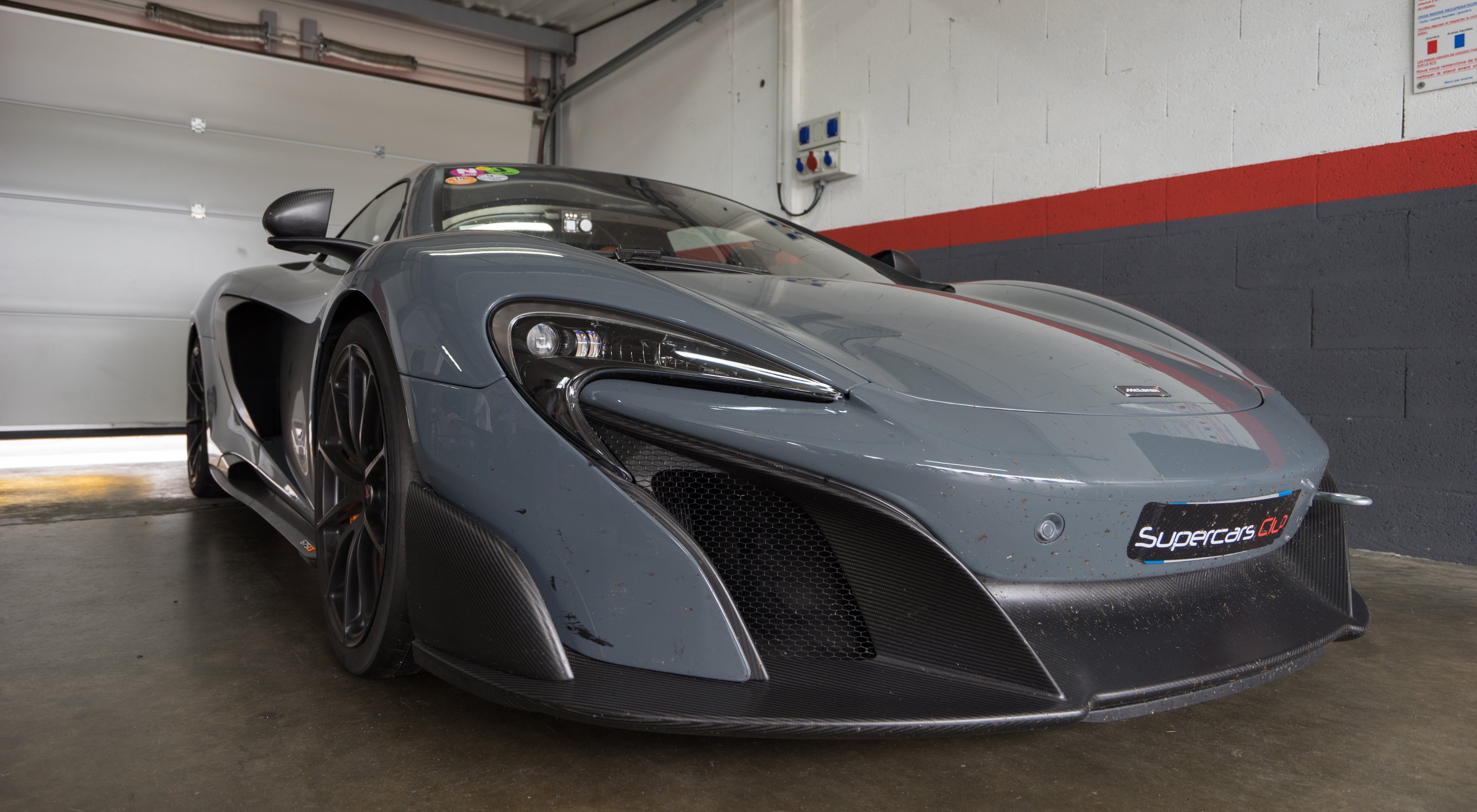
McLaren 675LT

El '675' en el nombre del modelo 675LT se refiere a la potencia de salida de 675 PS, siguiendo el esquema de nomenclatura iniciado por el McLaren 650S. El LT en el nombre del modelo es una referencia a la "cola larga" 1997 que era la encarnación final del coche de la carretera de F1 construido para cumplir con las regulaciones de la homologación de la FIA para el 1997 F1 GTR. El F1 GT ofreció salientes delanteros y traseros extendidos que produjeron una carga aerodinámica similar a la especial de homologación anterior, el F1 LM, sin el uso de un ala trasera fija de arrastre.

## Motor
El motor 3.8 litros V8 biturbo, que se acopla a un cambio SSG de siete velocidades, alcanza los 675 CV de potencia máxima a 7.000 vueltas y ofrece un par motor de 700 Nm entre 5.500 y 6.500 RPM. Gracias a un peso en vacío de 1.230 kilogramos (distribuido un 42,5% delante y un 57,5% detrás). 
Entre las mejoras llevadas a cabo en el motor V8, que incluso recibe una nueva denominación tras tanto cambio (M838TL), destacan los nuevos turbocompresores, más eficientes, cambios en la culata y en los colectores de admisión, nuevo cigüeñal, bielas fabricadas en material ligero o un circuito de combustible de mayor flujo.El 675LT tiene una apariencia más agresiva, con un paragolpes frontal rediseñado con splitter frontal de carbono, tomas de aire más grandes delante de los pasos de rueda traseros, taloneras también de fibra, salidas de escape circulares de titanio o alerón y difusor de carbono, entre otras cosas, el 675LT se ofrece en cinco acabados "By McLaren. 
En el interior incorpora dos asientos ultraligeros de tipo baquet fabricados en fibra de carbono y tapicería de Alcántara con logotipos 675LT en los reposacabezas y detalles de color rojo. El aire acondicionado se elimina de la dotación de fábrica, aunque se puede equipar sin sobrecoste si el cliente lo desea.

### Tren de engranaje
El automóvil es propulsado por una variación del motor M838T 3.799cc motor gemelo-turbo V8 motor de gasolina, produciendo 675 PS kW hp 0 abbr a 7100 rpm y 700 Nm abbr a 5500 rpm. Esto se logra mediante la adición de nuevas bielas ligeras, árbol de levas a medida, una válvula de recirculación electrónica y un escape de titanio ligero. También se utilizan en el motor las ruedas de compresor de turbocompresor revisadas y una bomba de combustible optimizada.
El 675LT utiliza la caja de cambios automática de siete velocidades (doble embrague) utilizada en el 650S, con un software mejorado que reduce el tiempo de cambio.El 675LT tiene una apariencia más agresiva, con un paragolpes frontal rediseñado con splitter frontal de carbono, tomas de aire más grandes delante de los pasos de rueda traseros, taloneras también de fibra, salidas de escape circulares de titanio o alerón y difusor de carbono, entre otras cosas, el 675LT se ofrece en cinco acabados "By McLaren. 
En el interior incorpora dos asientos ultraligeros de tipo baquet fabricados en fibra de carbono y tapicería de Alcántara con logotipos 675LT en los reposacabezas y detalles de color rojo. El aire acondicionado se elimina de la dotación de fábrica, aunque se puede equipar sin sobrecoste si el cliente lo desea.

## Rendimiento

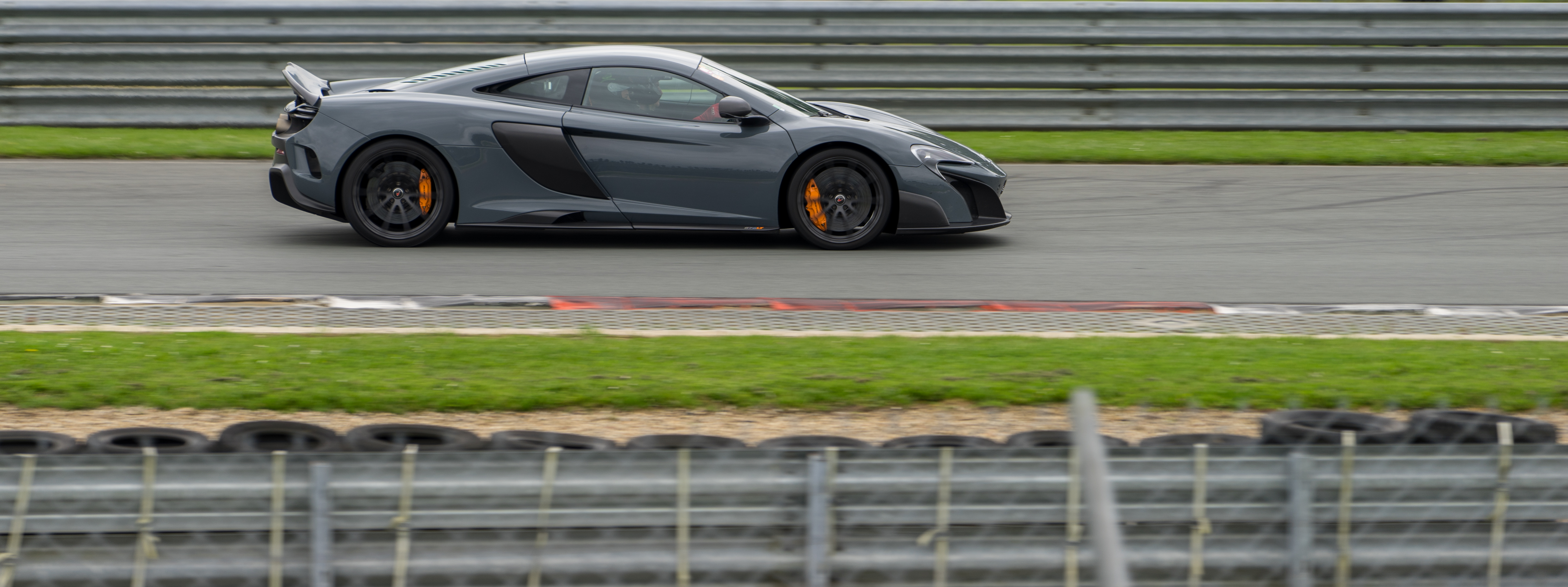
McLaren 675LT

El 675LT puede acelerar desde 0-100 km/h en 2,9 segundos, 0,1 segundos más rápido que el 650S. 0-200 km/h en 7,9 segundos, 0-300 km/h en 25.9 segundos, en 0 segundos, y haga el sprint 0-402m (1/4 de milla) en 10,3 segundos en 141.1 mi/h. Continuando a una velocidad máxima reclamada de 330 km/h. En el episodio 2 de la temporada 23 de Top Gear, el 675LT se convirtió en el coche de producción más rápido en la pista de prueba Top Gear con un tiempo de 1: 13.7, superando el tiempo de Pagani Huayra de 1: 13.8. McLaren 675LT tiene una relación potencia / peso de 1328/675 kg por caballos de fuerza.

## Diseño

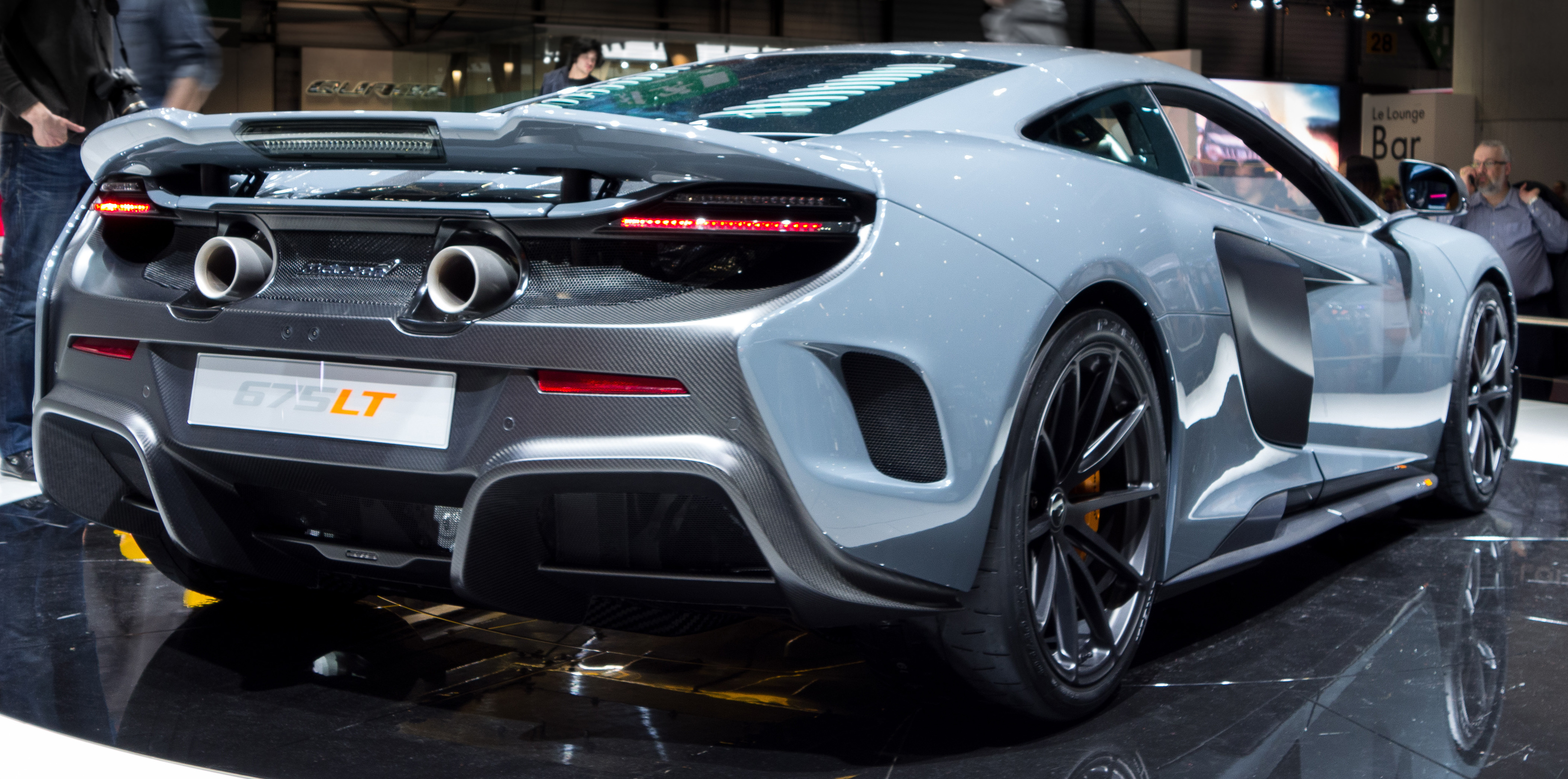
vista trasera del 675LT

El 675LT tiene una apariencia más agresiva, con un paragolpes frontal rediseñado con splitter frontal de carbono, tomas de aire más grandes delante de los pasos de rueda traseros, taloneras también de fibra, salidas de escape circulares de titanio o alerón y difusor de carbono, entre otras cosas, el 675LT se ofrece en cinco acabados "By McLaren. 
En el interior incorpora dos asientos ultraligeros de tipo baquet fabricados en fibra de carbono y tapicería de Alcántara con logotipos 675LT en los reposacabezas y detalles de color rojo. El aire acondicionado se elimina de la dotación de fábrica, aunque se puede equipar sin sobrecoste si el cliente lo desea.

### Chasis

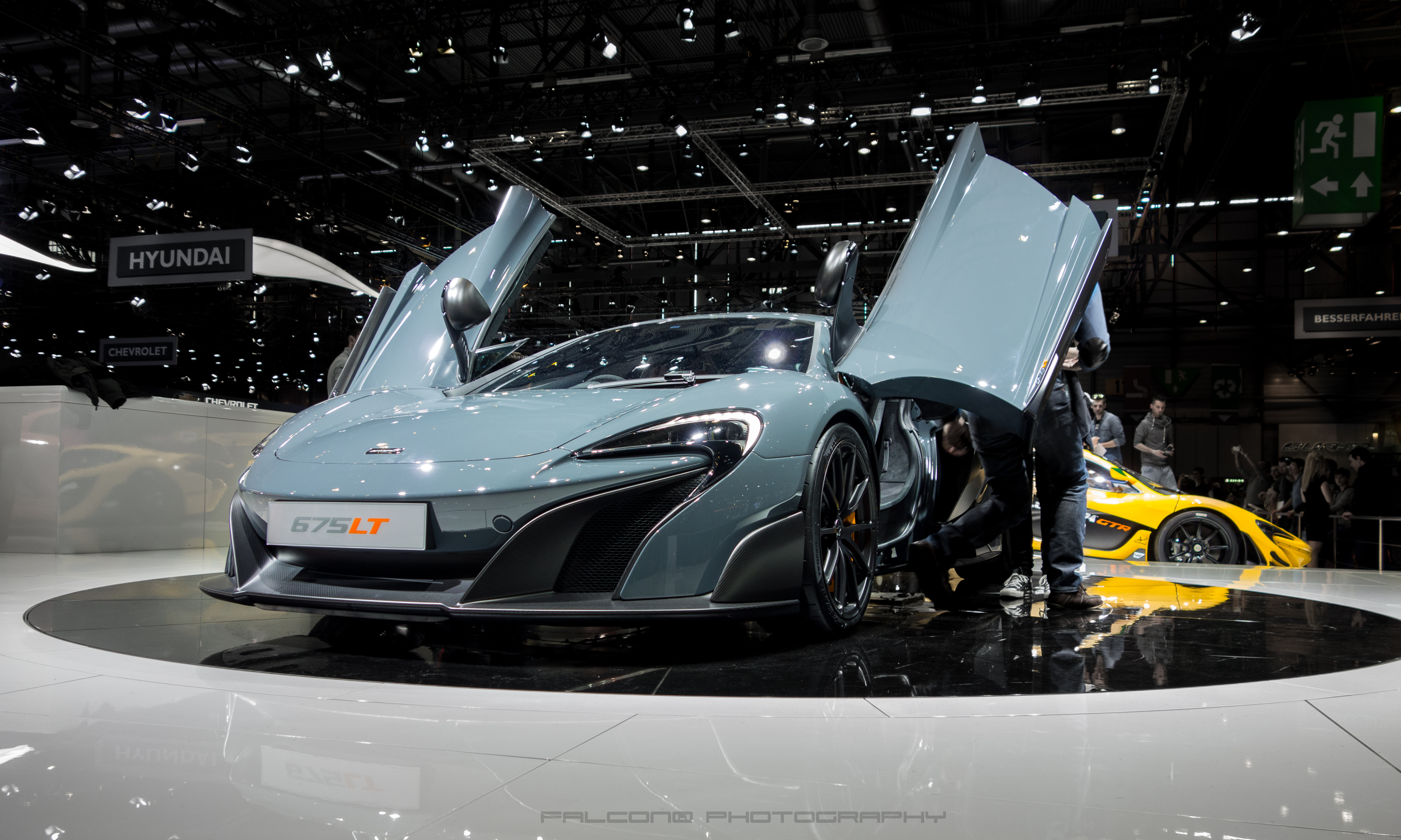
675LT

Al igual que con el 650S, el 675LT utiliza monocel de fibra de carbono monocomponente y el uso de fibra de carbono en el vehículo se incrementa para minimizar el peso y aumentar el peso rigidez. El 675LT se suministra con nuevos discos de freno de cerámica de carbono para aumentar el rendimiento de frenado sobre el 650S. Los tamaños de los discos son 394 mm en la parte delantera y 380 mm en la parte trasera. Los calibradores de seis pistones agarran los discos delanteros con la pinza de cuatro pistones usada para las crías. El rendimiento de frenado también se ve favorecido por la capacidad de frenado de aire del nuevo alerón trasero.
El 675LT hace uso de un nuevo diseño de rueda de 10 radios, cada uno pesando 800 g menos que las llantas de aleación en el McLaren P1, suministrado en un frente de 19 pulgadas y un ajuste trasero de 20 pulgadas.
Las nuevas ruedas están calzadas con los neumáticos Pirelli P-Zero Trofeo R, con neumáticos de calle, que aumentan el agarre hasta un 6% sobre el P-Zero Corsa que se vende con el 650S.

### Cuerpo y cabina

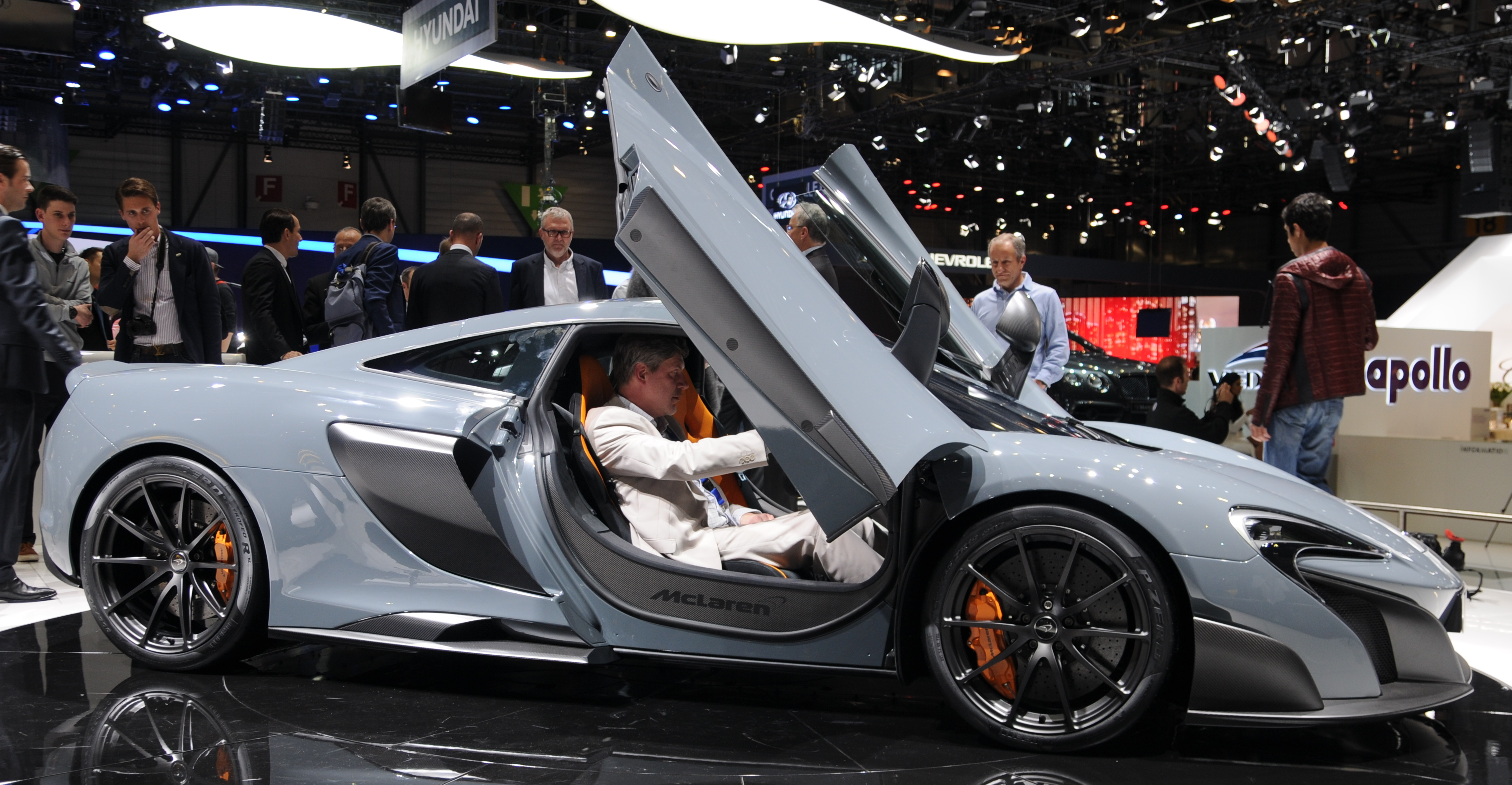
675LT con puertas abiertas

El 675LT utiliza un nuevo conjunto de freno de aire / ala posterior 50% más grande que el utilizado en el 650S, junto con un nuevo difusor de fibra de carbono y un 80% más grande separador frontal con placas de extremo considerable que juntos aumentan el downforce total en un 40%.
Las nuevas piezas de fibra de carbono incluyen los parachoques delanteros y traseros, así como la parte inferior delantera, los guardabarros traseros, las tomas laterales y la cubierta que contribuyen al importante ahorro de peso sobre el 650S.
Alcantara se utiliza en todo el interior, donde la alfombra se retira y la eliminación de la unidad de aire acondicionado y los asientos de la nueva fibra de carbono de la raza juntos ahorrar 26.5 kg. 1 milímetro de vidrio de ventana más delgado reduce aún más el peso de 3 kg . Este enfoque extremo en el ahorro de peso resulta en un peso seco de 1230 kg , algo menos que el 650S.

## McLaren 675LT Spider

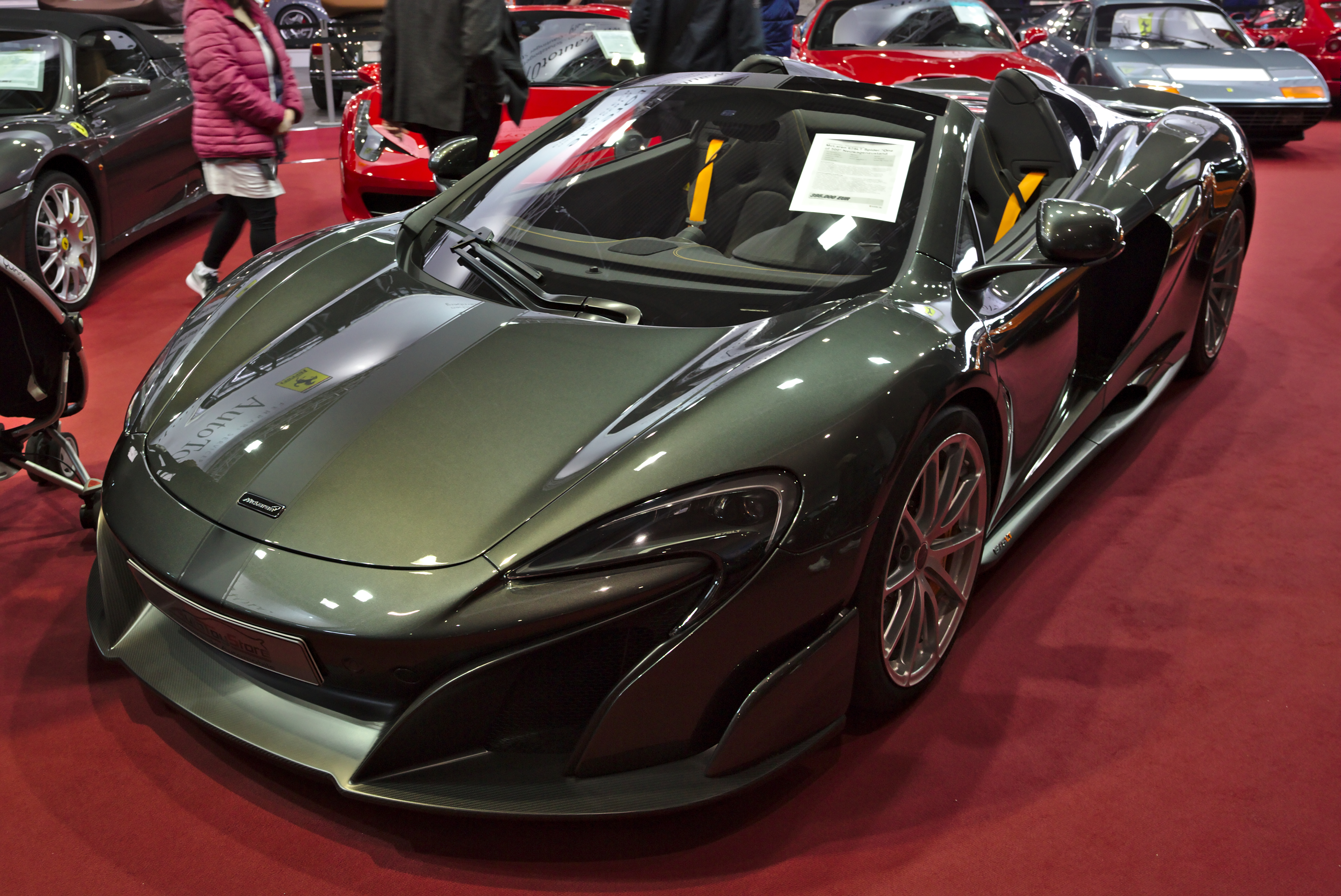
675LT Spider

Una variante convertible del 675LT fue revelada en línea en diciembre de 2015. Comparte el mismo motor V8 de 3,8 litros doble turbo que el coupé, pero tiene Un tejado plegable del hardtop según lo visto en la araña 650S. El 675LT Spider puede acelerar de 0-100 km/h (0-62 mph) en 2.9 segundos y 0-200 km/h (0-124 mph) en 8.1 segundos. La velocidad máxima se reduce ligeramente, a 327 kilómetros por hora (203 mph).

## McLaren 688 HS
En 2016, McLaren introdujo el McLaren 688 HS, que fue revisado por el refinador de fábrica MSO (McLaren Special Operations).
La edición especial limitada a 25 ejemplares está equipada con el motor McLaren 675LT, cuyo rendimiento se incrementó en 13 CV, el par máximo sigue siendo de 700 Nm. Visualmente, el 688 HS se actualizó con un alerón trasero fijo, faldones laterales revisados y faldón delantero. El peso se redujo en 40 kg en comparación con el 675LT.[cita requerida]